# Citroën AX
Citroën AX je malý osobní automobil vyráběný Citroënem v letech 1986 až 1997. Prodej byl zahájen na Paris Motor Show v roce 1986, auto bylo koncipované jako náhrada za model Visa.
V základní verzi byl vůz velmi lehký, především díky rozsáhlému použití plastových panelů a pouze nezbytného množství nosných dílů z oceli. K dispozici byla i 4x4 varianta, nicméně oproti svému rivalu Fiatu Panda 4x4 nebyl příliš úspěšný. Tento model se neprodával v Británii. Typ AX je známý díky ne příliš dobrému slícování dílů a antikorozní ochraně.

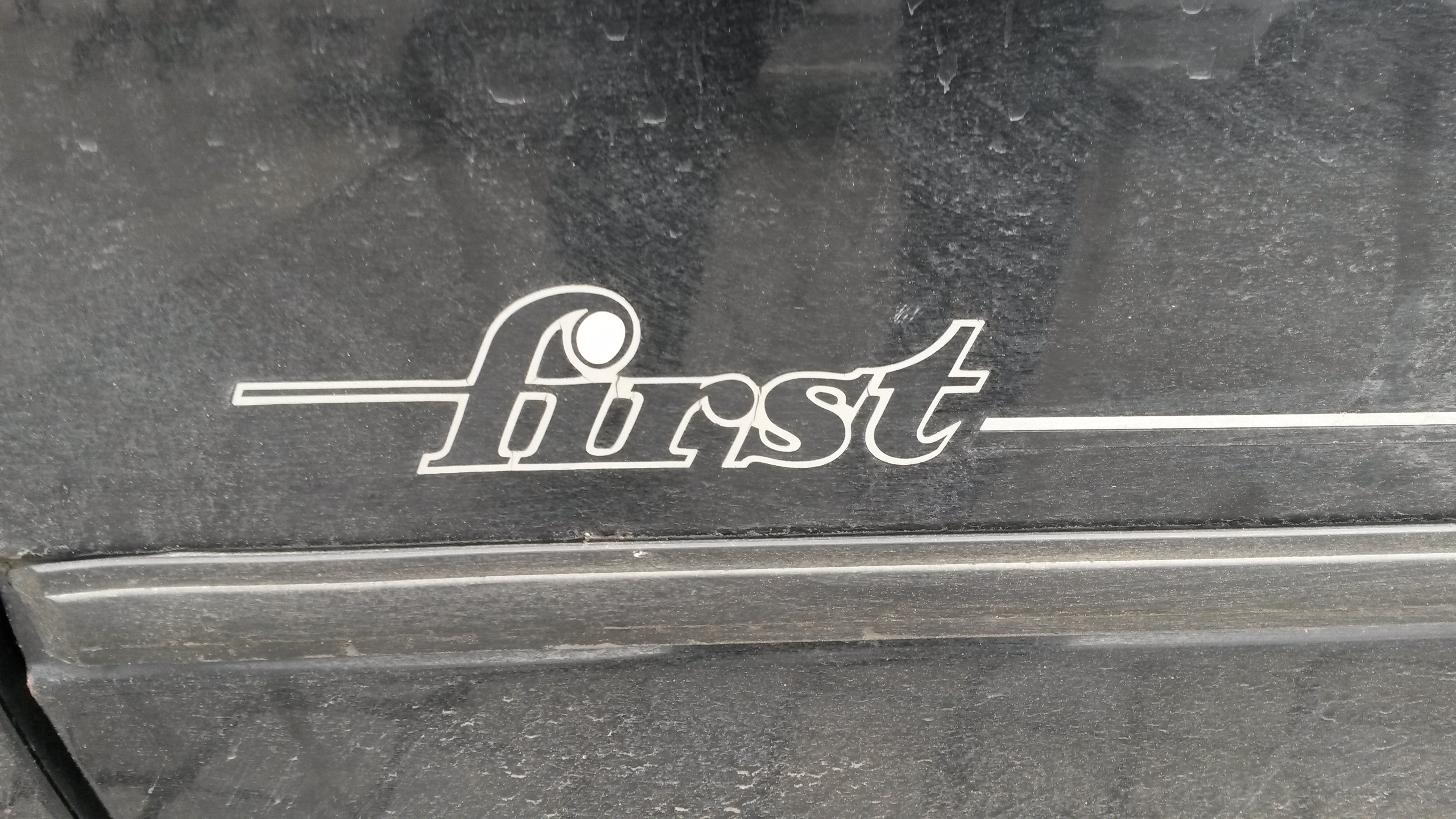
Citroën AX First edition

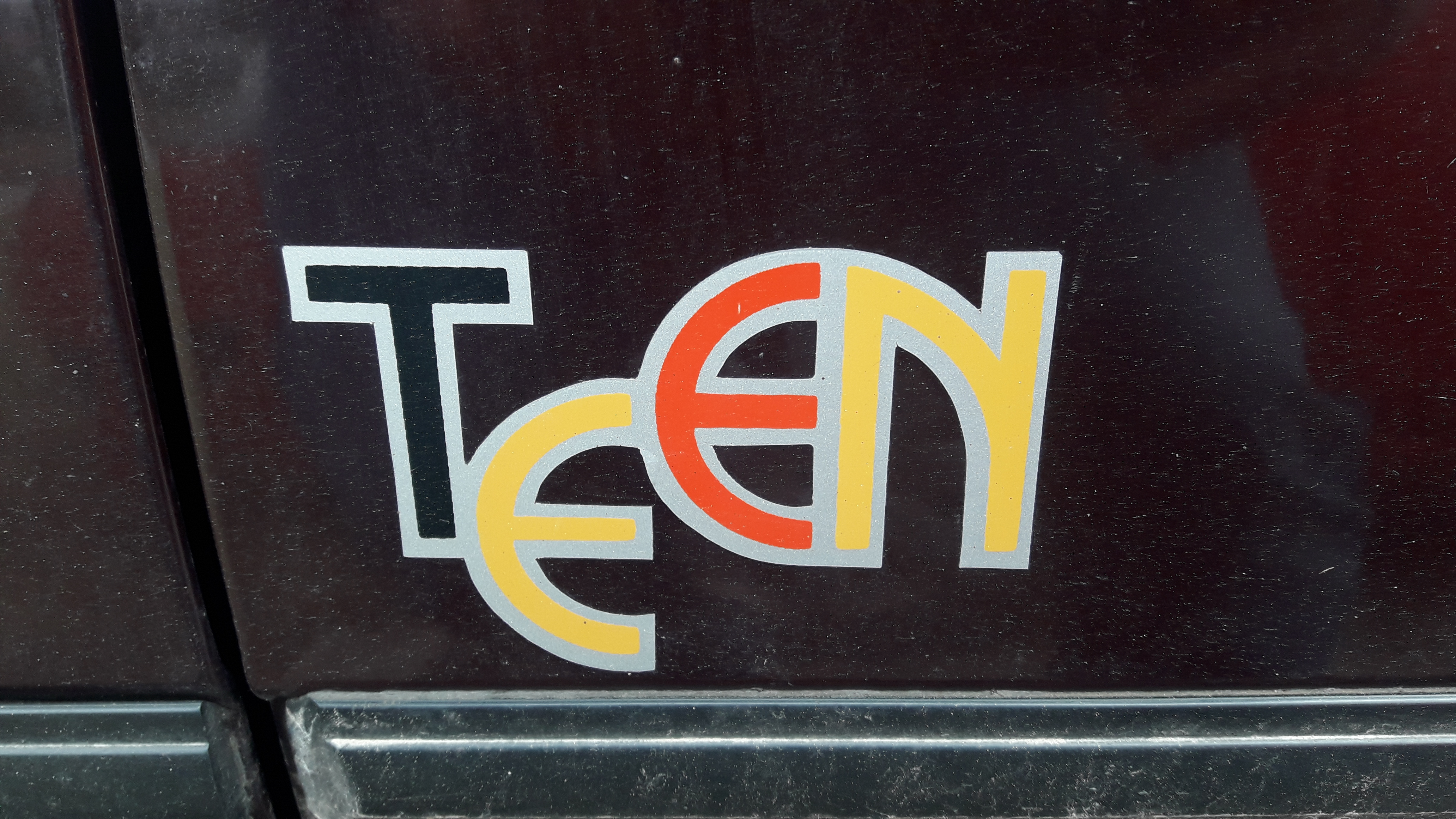
Citroën AX Teen edition

## Verze AX

### AX 4x4
V roce 1987 byl uveden AX 4x4 spolu s modelem BX 4x4. Byl vybaven pohonem všech kol s elektronickou uzávěrkou mezinápravového diferenciálu a dodával se i s vznětovým motorem. Systém samosvorných diferenciálů Torsen zabezpečoval přesun síly na kolo, které ztrácelo adhezi. Primární rozdělení točivého momentu bylo 53 % pro přední nápravu a 43 % pro zadní. Při uzávěrce mezinápravového diferenciálu se moment rozložil 50–50 %.

### AX Electric

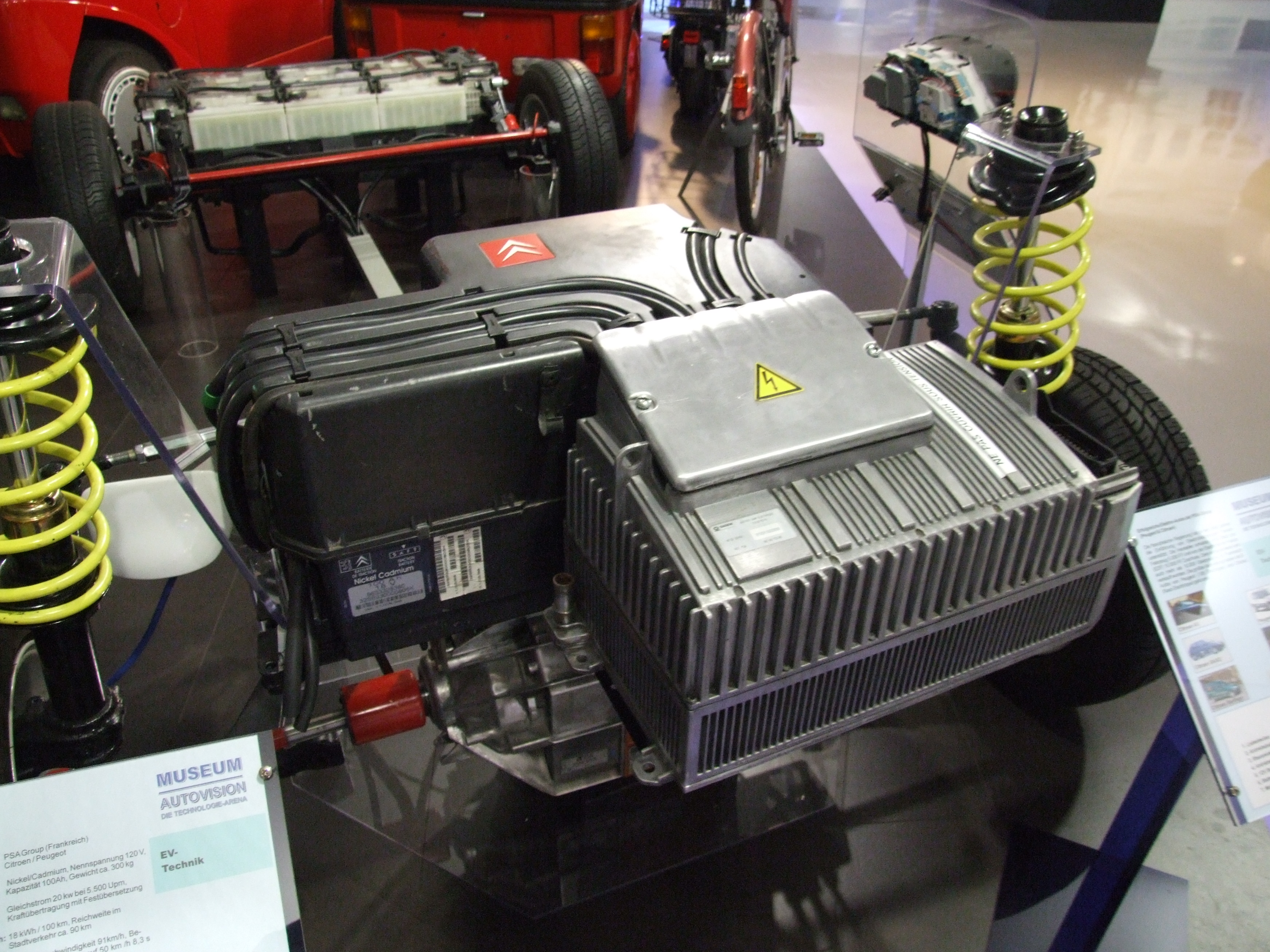
AX Electric

V roce 1994 představila automobilka elektromobil nové konstrukce postavený na modelu AX. Většinu technologií přebral z modelu C15 Electric. Během roku 1995 se vyrobilo přibližně 300 kusů automobilu AX Electrique. Platforma elektromobilu AX se použila i při následujících modelech v roce 1996, Saxo Electric a Peuget 106 Electric. AX Electric používal benzín pouze pro vytápění. (webasto)
AX byl první elektromobil s použitím elektronického řízení trakce, byl použit počítač od firmy Sagem, takzvaný Sagembox, který byl uložen v chlazeném hliníkovém obalu spolu s elektronickým regulátorem a palubním nabíječem baterií. Další novinkou bylo použití vodou chlazených akumulátorů Ni-Cd (nickel-cadmium) od firmy Saft. AX byl osazen  dvaceti bloky o kapacitě 100 Ah a napětí 6V. Baterie byly rozděleny na tři oddělení pro lepší rozložení hmotnosti, 1. vzadu pod podlahou ( 11 bloků ), 2. (6 bloků) před motorem a 3. vpředu  nad elektromotorem. Díky dvouplášťovému systému s chladicí kapalinou byly baterie vhodné pro vysoceproudové rychlonabíjení ( až 150A). Se speciálním rychlonabíjecím konektorem Marechal a přes speciální, na tehdejší dobu revoluční externí  nabíječku se dal AX nabít za necelých 30 minut na 80 % kapacity. AX dokázal jezdit rychlostí až 90 km/h a dosahoval dojezdu 100 km na jedno nabití. AX na rozdíl následujících modelů SAXO, P106, Berlingo a Partner nebyl pozinkován.

### AX Sport, GT a GTi

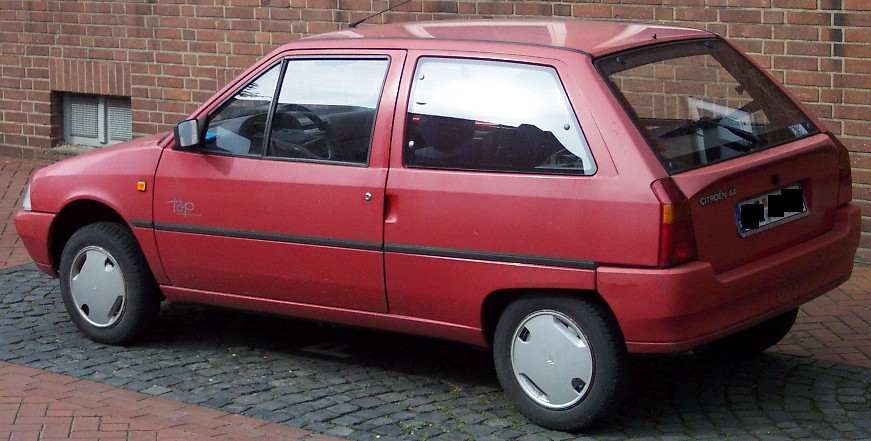
Třídveřová varianta

Sportovní verze Citroënu AX se odlišovaly od základní verze rozšířenými laminátovými prahy a nárazníky. V interiéru přibyl sportovní volant a sedačky s vyšším bočním vedením. Prvním byl v roce 1986 limitovaný AX SPORT s motorem o obsahu 1,3 litru a výkonem 95 koní, osazeným dvojitým karburátorem Weber. V roce 1987 přibyl k řadě AX GT iv 5dveřové verzi s výkonem 85 k, později byl nahrazen verzí Furio. V roce 1992 nahradil model Sport nový model AX GTi s elektronickým vstřikováním a výkonem 105 k.

## Závodní vozy
AX byl velmi úspěšný model, závodil v Sk.A, později v šampionátech supertourisme, rallye a rallycross.